# Rozhlasový dokument
Rozhlasový dokument je označení pro žánr rozhlasové tvorby, skupinu žánrů i pro metodu rozhlasové práce. Tvorba rozhlasových dokumentů probíhá v českém prostředí v podstatě výhradně v rámci Českého rozhlasu, kde funguje Tvůrčí skupina Dokument.

## Historie
Kniha 99 významných tvůrců rozhlasových dokumentů spojuje počátek rozhlasového dokumentu s prvními pořady dokumentárního typu – naukovými a vzdělávacími pásmy, které se staly běžnou součástí vysílání 20. a 30. let minulého století. Intenzivní rozvoj rozhlasového dokumentu nastal v letech šedesátých, která jsou historií označována jako zlatá éra Československého rozhlasu. Následující období normalizace znamenalo na dvě dekády útlum autorské invence – rozhlasová dokumentaristika se omezovala na reflexi historických výročí, podílela se na ideologizování obrazu dějin. Esteticky či umělecky ambiciózní dokumentaristická forma – feature byla nahrazována tzv. hrami faktu. Po společenském převratu v roce 1989 rozhlasová dokumentaristika nebývala zesílila – programové řady dokumentu se objevily na všech hlavních celoplošných stanicích ČRo, ale také na spíše alternativním Radiu Wave. Čeští dokumentaristé pravidelně bodují na prestižních mezinárodních rozhlasových festivalech, spolupracují s prestižními zahraničními médii a mají své zastoupení v Radio Features Group Evropské vysílací unie.

## Definice
V odborné literatuře, publicistice i ve vyjádřeních tvůrců existuje řada různých definic žánru. Jejich společným jmenovatelem je to, že rozhlasový dokument reprezentuje jeden z nejnáročnějších rozhlasových žánrů.
Vedoucí Tvůrčí skupiny Dokument Daniel Moravec považuje dokument za autorské zobrazení reality, tj. zároveň za její interpretaci, nezávisle na stopáži. Obdobně autor slovníčku termínů slovesné rozhlasové tvorby Josef Maršík konstatuje, že dokument je zvukovou fotografií reality, ale obsahuje také subjektivní prvky. Hlavní autorka rozhlasových dějin Od mikrofonu k posluchačům Eva Ješutová shrnuje různá pojetí žánru společnou charakteristikou, že rozhlasový dokument je dokladem doby a formou svědectví o jejích událostech, lidech a společenské atmosféře. Zároveň připomíná, že dokument označuje také tu skupinu rozhlasových žánrů, které principiálně zachycují autentické zvukové svědectví. Jako metoda pak dokument podle ní prostupuje všemi rozhlasovými zpravodajskými i publicistickými formami a také slovesnou tvorbou.

### Formy
Žánr rozhlasového dokument lze rozrůznit dle jednotlivých forem, které se odlišují například svojí estetickou ambicí. Rozhlasové pásmo se soustředí především na komplexní informování o tématu, případně jeho estetické znázornění, ale v rámci tradičních vyprávěcích postupů. Oproti tomu forma feature se soustředí spíše na zachycení výjimečného detailu, který téma zkonkrétní, ale zároveň poukáže na jeho složitý kontext – současně je pro feature typická ambice hledat originální a umělecky působivé způsoby vyprávění.

### Programové řady v Českém rozhlase
- Příběhy Radiožurnálu – dokumentární minisérie Archivováno 7. 9. 2017 na Wayback Machine.
- DokuVlna na Radiu Wave
- Dokument Českého rozhlasu Dvojka
- Dokument Českého rozhlasu Plus
- Radiodokument Českého rozhlasu Vltava

### Úspěchy a ocenění českých dokumentaristů
- Ocenění pro Český rozhlas: nejlepší audiovizuální reportáž roku je 'Yusra plave o život'
- Rozhlasový dokument Yusra plave o život postoupil do užší nominace na Prix Italia 2017
- Dokument Důchodce na tripu Lubomíra Smatany získal nominaci do kategorie current radio affairs na Prix Europa
- Dokument Jiřího Slavičínského z DokuVlny: Hura hura hura na Shortlistu festivalu The HearSay Audio Prize 2017 Archivováno 7. 9. 2017 na Wayback Machine.
- Velký plán Brit Jensen na bodoval na shortlistu Prix Europe
- Eva Nachmilnerová v EBU – Radio Features Group

### Rozhlasový dokument a film
- Válka, útěk a pak sláva. Příběh Yusry Mardiniové míří na stříbrné plátno
- „Velká výzva pro filmaře,“ říká šéf rozhlasového dokumentu
- "Lidé vás pustí v rozhlase blíž," vyzdvihuje filmař

### Zajímavosti
- Dokumentaristé v podcastové sérii Radia Wave Zhasni! Archivováno 7. 9. 2017 na Wayback Machine.
- Webový speciál o rozhlasovém dokumentu (Archiv ČRo)
- Ivan Studený: Český rozhlasový dokument je na tom velmi dobře Archivováno 7. 9. 2017 na Wayback Machine.
- Šrámkova Sobotka: Tvůrčí dílna rozhlasového dokumentu – rok třetí
- Rozhlasové dokumenty na MFDF Ji.hlava
- V čekárně – Brit Jensen Plieštik
- Drzá investigace Ivana Studeného Archivováno 7. 9. 2017 na Wayback Machine.
- Dokumentární přemýšlení ve zvukových kompozicích Archivováno 7. 9. 2017 na Wayback Machine.